# Ljetna univerzijada 1979.
X. Ljetna univerzijada održana je u Ciudad de Méxicu od 1. do 13. rujna 1979. godine. Sudjelovalo je 2.974 športaša iz 94 države, koji su se natjecali u 10 športova.